# قطاع التعدين في اليمن
| اقتصاد اليمن         |
| سياحة                |
| تعدين                |
| زراعة - سدود         |
| البنك المركزي اليمني |
| النفط                |
| قائمة مطارات اليمن   |
| الضرائب              |
| مواضيع يمنية         |
| ثقافة - جغرافيا      |
| تاريخ - مجتمع        |

الموارد المعدنية في اليمن، توجد العديد من خامات المعادن والصخور الصناعية في اليمن بكميات كبيرة ونوعيات جيدة، وتقع معظم هذه الخامات في مناطق مأهولة تتوفر فيها البنية الأساسية والمرافق اللازمة مما يسهل عملية استثمار واستغلال هذه الخامات ويقلل من كلفتها، ولقد أدت الأعمال الاستكشافية التي نفذتها هيئة المساحة الجيولوجية اليمنية بالتعاون مع بعثات أجنبية إلى تحديد العديد من مواقع تلك الخامات مثل الحجر الجيري، الجبس، البرلايت، البيوميس (حجر الخفاف)، الملح الصخري، الأطيان الصناعية، الحجر الرملي السيلكي، الاسكوريا، الزيولايت، الفلدسبار، الكوارتز، رمال السيلكا. بالإضافة إلى أن اليمن يتميز بوفرة أنـواع أحجار البناء والزينـة وبمواصفات عالية كالجرانيت والجابرو، الرخام، البازلت، التف والإجنمبرايت. واعتبارًا من عام 2010، كانت مساهمة صناعة التعدين في الناتج المحلي الإجمالي للبلاد 13.9٪.

## التاريخ
يعد تعدين الذهب من قبل السبئيون، تاريخيًا عندما كان يوجد عدد كبير من مناجم الذهب. يقال أن العديد من قصوره ومعابد السبئيين كانت مزينة بأبواب وأسقف وجدران ذهبية وفضية ومرصعة بالأحجار الكريمة. هذه المناجم القديمة موجودة. في الاستكشافات الأخيرة التي أجراها مجلس المسح الجيولوجي والموارد المعدنية والشركات الأجنبية تم تحديد بعض هذه المناجم.

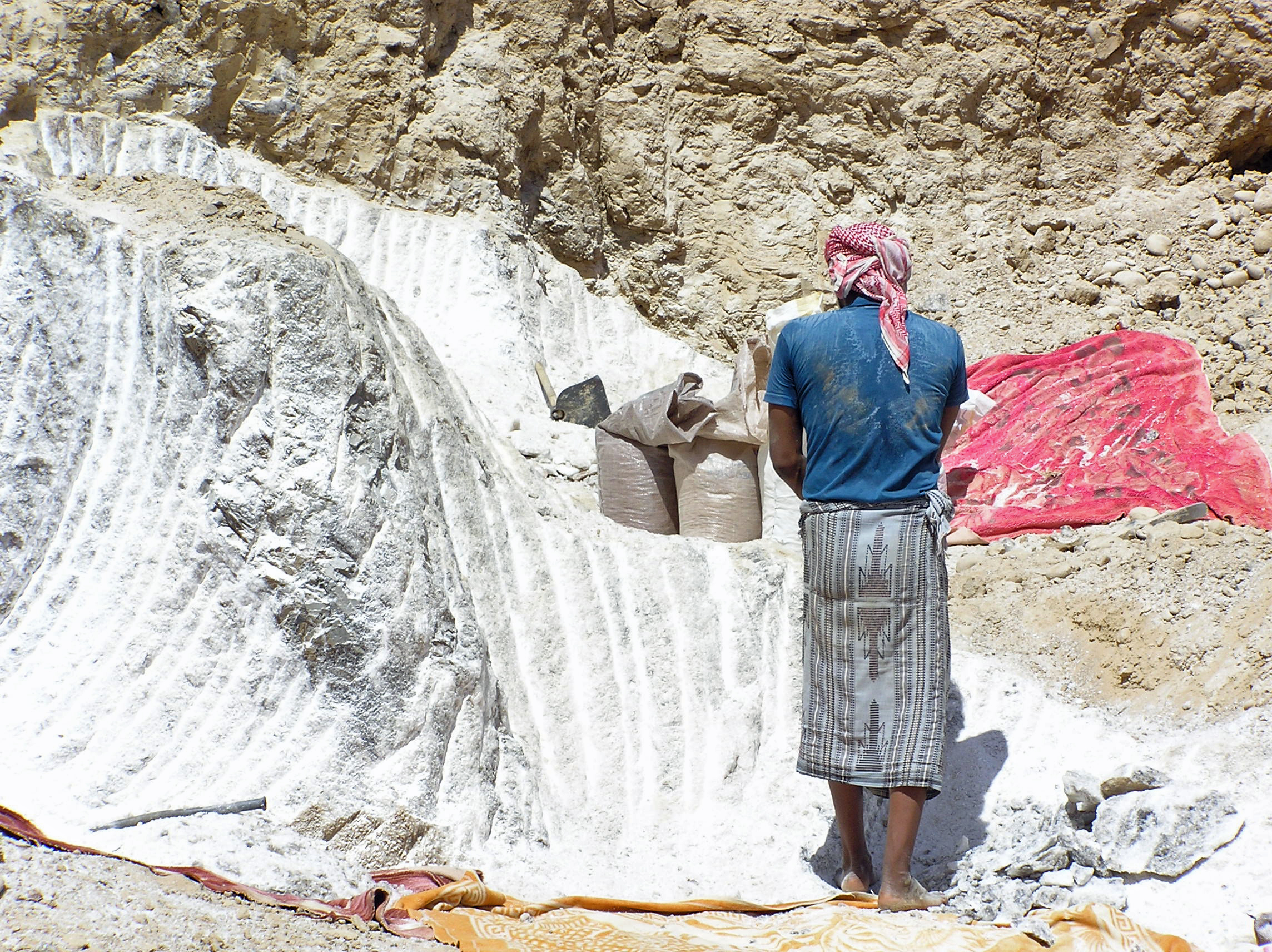
منجم ملح قرب شبوة، اليمن

## المعادن الصناعية

### الزيوليت الطبيعي
توجد خامات الزيوليت الطبيعي في اليمن بكميات كبيرة ونوعيات جيدة ضمن صخور بركانيات اليمن في صخور التف البركاني المصاحبة لصخور الزجاج البركاني وكذا الرماد البركاني بالإضافة إلى تواجده في فجوات الصخور البازلتية. ويتوفر في اليمن الأنواع التجارية ذات المواصفات العالمية مثل معادن الكلينوبتيلوليت، الهيولنديت والموردينيت. أظهرت نتائج التحاليل المعدنية نقاوة عالية لمعادن الزيوليت تصل إلى 95% في بعض المواقع، كما أوضحت التحاليل الكيميائية انخفاض نسب الحديد والماغنسيوم، وارتفاع نسب الصوديوم والبوتاسيوم والكالسيوم.
وعلى ضوء الدراسات المعدنية والكيميائية وكذا المقارنة مع رواسب عالمية مشابهة يتبين مدى نقاوة الخام وإمكانية استخدام تلك الخامات في العديد من التطبيقات، مثل صناعة تكرير النفط كمادة وسيطة، صناعة الورق والمنظفات والبلاستيك، إنتاج الاسمنت وسوائل الحفر، تنقية الغاز الطبيعي والمياه العادمة، إنتاج محسنات التربة لرفع مردود المحاصيل الزراعية، معالجة مخلفات الحظائر وامتصاص الروائح، وكإضافات في أعلاف للحيوانات. تنكشف صخور التف الزيوليتي في عدة مناطق من اليمن ضمن نطاقات تعز، إب، وذمار، حيث يقدر احتياطي خام التف الزيوليتي المكتشف في اليمن بأكثر من 200 مليون متر مكعب.

### المجنيزيت
تتواجد رواسب المجنيزيت في منطقة الثنية بمحافظة مأرب باحتياطيات اقتصادية ونوعيات جيدة تسمح بإقامة مشاريع مهمة لإنتاج المجنيزيا ومنتجات الماغنيسيوم، حيث قدر الاحتياطي بحوالي 58 مليون متر مكعب، وأظهرت نتائج التحليل الكيميائية أن نسبة أكسيد الماغنسيوم تتراوح بين 43.76-47.65 %، مما يؤكد نقاوة الخام وإمكانية استخدامه في العديد من التطبيقات الصناعية والانشائية والزراعية مثل صناعة الحراريات لتبطين الأفران والقوالب المستخدمة في إنتاج الصلب، وفي صناعة الزجاج والسيراميك كمواد صاهرة لخفض درجة انصهار بعض المعادن وزيادة سيولتها وزيادة قوة المنتج النهائي، وكمواد حشو في إنتاج الدهانات واللدائن والورق، وفي تحسين التربة وحامل للمبيدات الحشري، وفي إنتاج المغنيسيا حيث يستخدم أكسيد الماغنيسيوم في صناعة الألواح الحديدية الممغنطة وفي صناعة الأدوية ومواد التجميل.

### الدولوميت
تتواجد رواسب الدولوميت في اليمن باحتياطيات اقتصادية ونوعيات جيدة، حيث قدر الاحتياطي بحوالي 3.4 بليون متر مكعب، وأظهرت نتائج التحليل الكيميائية أن نسبة أكسيد الماغنسيوم تتراوح بين 11- 23 %، وفي منطقة الريّان (الجوف) تتميز رواسب الدولوميت بنقاوة عالية جداً، حيث تتراوح بين 98 إلى 100%، كما أظهرت نتائج التحليل الكيميائي أن نسبة أكسيد الماغنسيوم تتراوح بين 19.84-23.05%، مما يؤكد نقاوة الخام وإمكانية استخدامه في العديد من التطبيقات الصناعية والانشائية والزراعية مثل صناعة الكريمات ومعاجين الأسنان، وخاصة الدولوميت المتبلور وفي إنتاج كسر الدولوميت اللازم لصناعة البلاط الموزايكي والطوب الجيري، وفي تحسين التربة وحامل للمبيدات الحشرية، بالإضافة إلى استخدامه لإنتاج أحجار الزينة.

### الحجر الجيري النقي
تنتشر صخور الحجر الجيري النقي في مناطق عديدة من اليمن مثل نطاق حضرموت، المهرة، صنعاء، ويقدراحتياطياتها بحوالي 3.6 بليون متر مكعب. وقد أظهرت نتائج التحاليل الكيميائية مدى نقاوة الخام، حيث تصل تتراوح نسب أكسيد الكالسيوم بين 51.50 إلى 55.60%، والسيليكا بين 0.03 إلى 4.28%، والحديد بين 0.02 إلى 0.72%. وبينت التجارب الفيزيائية أن كثـافة الخام تتراوح بين 2.4 إلى 2.7 جم/سم3، ودرجة البياض بين 81.70 إلى 95.15%، والمساحة السطحية بين 2685 إلى 4488 م2/جم، الأمر الذي يؤكد النقاوة العالية للحجر الجيري النقي في اليمن، وإمكانية استخدامه في العديد من التطبيقات الصناعية والزراعية والإنشائية مثل صناعة الجير، رماد الصودا، صناعة السيراميك والزجاج، صناعة الفولاذ، صهر الفلزات، صناعة المطاط والبلاستيك والأصباغ وكمواد مالئة، وصناعات كيميائية أخرى.

### الملح الصخري
توجد رواسب الملح الصخري في اليمن على هيئة قبـاب ملحية ضمن صخـور تكوين السـبعتين (مجموعة عمران) التي تعود إلى العصر الجوراسي الأعلى في مأرب وشبوه وحضرموت، وينكشف الملح الصخري ضمن تكوين الصليف (مجموعة تهامة) التي تعود إلى العصر الثلاثي المتأخر في نطاق الصليف – اللحية. توجد رواسب الملح الصخري في مناطق عديدة تزيد عن 11 موقعاً، باحتياطي يزيد عن 390 مليون متر مكعب.

### الجبس
تنتشر رواسب الجبس ضمن عصور جيولوجية مختلفة، حيث توجد ضمن صخور العصر الجوراسي الأعلى (تكوين السبعتين)، حيث تشكلت رواسب الجبس في أحواض بحيرات، كما توجد في الصخور الانتقالية التي ترسبت بين العصر الجوراسي والعصر الطباشيري مثل مناطق شمال صنعاء، وتوجد ضمن صخور الأيوسين الأسفل (تكوين الروس) والمنتشرة بسماكات كبيرة في مناطق أبين وشبوه وحضرموت، وكذلك ضمن صخور الميوسين الأوسط – الأعلى (تكوين الصليف) في أحواض منعـزلة في الصليف والمناطـق المجـاورة، بالإضافة إلى تواجد تلك الرواسب ضمن صخور الاوليجوسين (تكوين امباخه وتكوين بويش) المنتشرة في نطاق المحفد وشرق المكلا.
تتميز صخور الجبس بالنقاوة العالية في أغلبية المواقع وبتعدد نوعياته واختلاف الألوان من الشفاف، الأبيض الرصاصي والبني الفاتح. توجد رواسب الجبس في أماكن عديدة من اليمن ضمن نطاقات شبوة، الحديدة، صنعاء، حضرموت وأبين، ويقدر الاحتياطي المكتشف بحوالي تقدر بحوالي 4.6 بليون متر مكعب. تتميز رواسب الجبس بمواصفات جيدة، حيث تتراوح نسب ثالث أكسيد الكبريت بين 32.40 إلى 51.90 %، والمواد الغير ذائبة بين 0.60 إلى 1.20%، وتراوحت نقاوة الجبس بين 65.40 إلى 98.00%. الجدير بالذكر أن تعدين الجبس في اليمن قد بدأ منذ العام 1964م، يستخدم الجبس محلياً في صناعة الإسمنت، وفي أعمال البناء والزخرفة، حيث تقوم شركة إنتاج وتسويق ملح وجبس الصليف بإنتاج الجبس لتلبية احتياجات السوق المحلية.

### البيوميس
توجد فرص استثمارية جيدة في مجال صناعة مواد الصقل والصنفرة في اليمن من خلال إمكانية استغلال رواسب البيوميس والبيوميسيت التي تنتشر باحتياطيات اقتصادية وبشكل رئيسي في منطقة الليسي بمحافظة ذمار، حيث تقدر الاحتياطيات بحوالي بليون متر مكعب، وتتميز بمواصفات قياسية، حيث تتراوح نسب أكسيد السيليكون بين 58.40 إلى 74.21%، والألمنيوم بين 7.59 إلى 10.83 %، والماغنيسيوم بين 0.01 إلى 0.23 %، والصوديوم بين 3.62 إلى 7.06 %، والبوتاسيوم بين 3.28 إلى 4.72 %.

### المعادن الثقيلة
تتكون المعادن الثقيلة من عدد من المعادن الاقتصادية مثل الذهب، البلاتين، المونازايت، الزركون، الكاسترايت، الكرومايت، الولفراميت، الروتايل، الماجنتايت، الإلمنايت، الماس، الكوراندم، والجارنت..إلخ، والتي تدخل في العديد من الصناعات كصناعة هياكل الطائرات، وصناعة السيراميك والأدوات الصحية، وصناعة الحراريات، وصناعة مواد الصنفرة. وفي اليمن يوجد العديد من مواقع الرمال السوداء الحاوية لمعادن ثقيلة اقتصادية مثل الإلمنايت، الروتايل، الزركون، والمونازايت.. الخ، وذلك على طول ساحلي البحر العربي والبحر الأحمر، حيث يصل احتياطي الرمال السوداء الحاوية للمعادن الثقيلة في اليمن إلى حوالي 500 مليون طن. وتعد مواقع الرمال السوداء الحاوية للمعادن الثقيلة في محافظة حضرموت من الفرص الاستثمارية الجيدة والمتاحة، نظراً لاحتوائها على نسبة مشجعة من المعادن الاقتصادية وتواجدها على ساحل البحر العربي بالقرب من الموانئ البحرية.

### الفلدسبار
تتواجد خامات معادن الفلدسبار في اليمن في أكثر من 16موقعاً، على هيئة عروق وعدسات في صخور البجمتايت المصاحبة للصخور الجرانيتية، وفي صخور البجمتايت نايس وصخور الشيست المتحولة التي تعود لعصر ما قبل الكامبري، وتوجد بألوان متعددة كالأبيض، الرمادي والوردي، وتحتوي معادن الفلدسبار في اليمن على الفلدسبار البوتاسي الذي يعرف باسم (بوتاس سبار) والفلدسبار الصودي الذي يعرف باسم (صودا سبار). تتواجد معادن الفلدسبار في مناطق عديدة تقع ضمن نطاقات حجة، شبوه، وأبين، ويقدر احتياطي خام الفلدسبار بحوالي 44 مليون متر مكعب.

### الحجر الرملي النقي والكوارتز
تنتشر رواسب الحجر الرملي النقي في أكثر من 25 موقعاً ضمن محافظات شبوه، صنعاء، صعدة، وتعز، حيث توجد ضمن الترسبات الرملية لعصور الباليوزويك والممثلة بتكوين وجيد، وعصور الميزوزوي الممثلة بتكوين كحلان ومجموعة الطويلة بشكل طبقات سميكة من الحجر الرملي المتماسك والمفكك مع ندرة أو انعدام الغطاء الصخري. وتتميز تلك الرواسب بارتفاع نسبة السيليكا، حيث تصل في بعض المواقع إلى حوالي 99.4 %، وتجانس حبيبات الكوارتز وانخفاض نسبة الشوائب. ويقدر احتياطي الحجر الرملي النقي في اليمن بحوالي 2 بليون متر مكعب.
يوجد الكوارتز على هيئة عدسات وعروق ضمن صخور البجمتايت، النايس والشيست المتحولة. يتميز الكوارتز بارتفاع نسبة السيليكا التي تصل لحوالي 97,8 % وانخفاض نسبة الشوائب. يتواجد الكوارتز في مناطق محدده أهمها، منطقة حرض وبكيل المير بحجة، ومنطقتي المنزاله وجبل عويديه بصعدة، ويقدر احتياطي خام الكوارتز المدروس بأكثر من 13 مليون متر مكعب.

### الاسكوريا
تنكشف رواسب الاسكوريا في اليمن على هيئة مخاريط بركانية مع صخور البازلت والإجنمبرايت، وأحياناً مع الرماد البركـاني والمواد الطينية، وتتميز بكثرة الفراغـات وتعدد الألوان من الأحمر الخمري، والأحمر المصفر إلى الأسـود، ذات تكـوين أنديزايتي– بازلتي (تتراوح نسبة أكسيد السيليكون من 50 - 60 %). تتواجد رواسب الاسكوريا في مناطق محددة تعرف بالحقول البركانية الرباعية وهي:
1. حقل صنعاء – عمران
2. حقل ذمار – رداع
3. حقل شقره وبير على
4. حقل مأرب– صرواح

ويقدر الاحتياطي الجيولوجي لرواسب الاسكوريا في اليمن بحوالي 1.7 بليون متر مكعب.

### البازلت
توجد فرص استثمارية جيدة ومتاحة في مجال صناعة الألياف البازلتية (الصوف الصخري والأنابيب البازلتية) في اليمن، نظراً لتوفر احتياطي كبير جداً من الصخور البازلتية وتواجدها في مواقع تتوفر فيها معظم البنى الأساسية اللازمة، وتميزها بمواصفات فنية قياسية، حيث أوضحت نتائج التحاليل أن نسب أكسيد السيليكا تتراوح بين 47.80 إلى 49.15%، والألومينا بين 12.70 إلى 15.80%، والحديد بين 11.20 إلى 15.44%، وتراوحت قيمة معامل اللزوجة بين 1.2 إلى 1.8، ومعيار الحامضية بين 1.66 إلى 2.50%.

### الأطيان الصناعية
توجد الأطيان في اليمن ضمن صخور عصور جيولوجية مختلفة، حيث تنكشف رواسب الكاؤولين في صعدة مع الكوارتز على هيئة طبقة متوضعة على صخور القاعدة (ما قبل الكامبري)، وعلى هيئة مواد لاحمة في الصخور الرملية التابعة لمجموعة الطويلة (العصر الطباشيري)، كما تظهر صخور الطفل بشكل طبقات متداخلة ضمن تكوين أكبره (العصر البرمي) وتكوين كحلان ومجموعة عمران (العصر الجوراسي) وضمن مجموعة الشحر (عصر الأليجوسين- الميوسين)، كما تنكشف المواد الطينية أيضاً ضمن الصخور البركانية الثلاثية كنواتج تجوية، وتوجد تربة اللوس والتربة الرملية الطينية ضمن رسوبيات العصر الرباعي التي تغطي المسطحات والسهول. تتميز الأطيان في اليمن بالتنوع، حيث توجد معادن الكاولينايت، المونتمورلينايت، الإللايت، الهالوسايت، السبيولايت والباليوجورسكايت. تنتشر الأطيان في معظم مناطق اليمن ضمن نطاقات صعدة، صنعاء، حضرموت، ذمار، إب، الحديدة، أبين ولحج، ويقدر احتياطي الأطيان في اليمن بحوالي 120 مليون متر مكعب.

## أحجار البناء والزينة

### الرخام
يوجد نوعين من صخور الرخام في اليمن، النوع الأول ناتج عن تأثر الحجر الجيري في العصر الجوراسي بالنشاط البركاني، والنوع الثاني ينكشف على هيئة أجسام ومتداخلات في صخور الأساس (ما قبل الكامبري)، يتميز الرخام اليمني بمواصفات فيزيوميكانيكية جيدة، وبشكل عام يكون الرخام اليمني شبه ثقيل، قليل الامتصاص للماء، مقاومة ضغط متوسطة-عالية، ومقاومة بري وشد متوسطة - عالية. يصل احتياطي صخور الرخام في اليمن إلى أكثر من مليار متر مكعب.

### الجرانيت والجابر
تنقسم صخور الجرانيت في اليمن بناء على زمن تشكيلها إلى قسمين هما الصخور الجرانيتية لعصر ما قبل الكامبري والصخور الجرانيتية الثلاثية، وتتميز باللون الرمادي والنسيج الحبيبي المتوسط. تتواجد صخور الجابرو والديورايت ضمن صخور العصر الثلاثي الاندفاعية. حيث تتراوح نسبة ثاني أكسيد السيليكون في الصخور الجرانيتية والجابرو بين 45.30% إلى 79.26%، وتتميز هذه الصخور بمواصفات فيزيوميكانيكية ممتازة، وبشكل عام ثقيل الوزن، قليل الامتصاص للماء، مقاومة ضغط عالية، مقاومة بري وشد عالية. يصل احتياطي صخور الجرانيت والجابرو إلى حوالي 1.6 مليار متر مكعب.

### الصخور الكلسية
تغطي الصخور الكلسية (الحجر الجيري والدولوميت والترافرتين) مساحة كبيرة من اليمن، نتيجة للترسيبات المختلفة والتي بدأت في العصر الجوراسي حتى البلايستوسين. توجد رواسب الترافرتين بالقرب من ينابيع المياه الحارة، التي تكونت في نهاية الأنشطة البركانية وعملت على إذابة كربونات الكالسيوم من الحجر الجيري المترسبة في السابق ومن ثم إعادة ترسيبها بالقرب من المصدر الأول مكونة رواسب الترافرتين. تتميز صخور الكربونات بمواصفات فيزيوميكانيكية، وبشكل عام يعتبر الحجر الجيري والولوميت ذات وزن ثقيل، قليل الامتصاص للماء، مقاومة ضغط عالية. بالإضافة إلى مقاومة عالية للبري والشد. يصل احتياطي صخور الكربونات إلى حوالي 13.5 مليار متر مكعب.

### التف الإجنمبرايت
توجد صخور الإجنمبرايت والتف عادة كطفوح بركانية فتاتيه بركانية سميكة ضمن الصخور البركانية الثلاثية. تحتوي صخور الإجنمبرايت والتف على قطع صخرية ذات أصل بركاني في أرضية زجاجية وتتميز هذه الصخور بتعدد ألوانها من رمادي فاتح واصفر ، أحمر قرنفلي، ورمادي فاتح وأخضر إلى بني محمر تعتبر هذه الصخور من أحجار البناء المهمة والشائعة الاستخدام في اليمن وذلك نظراً لتعدد ألوانها وقرب مكاشفها من المدن. تتميز هذه الصخور بمواصفات فيزيوميكانيكية جيده، وبشكل عام تعتبر شبه ثقيلة في الوزن، ذات امتصاص متوسط للماء، ومقاومة ضغط نسبية، ومقاومة عالية للبري. يصل احتياطي صخور الإجنمبرايت والتف إلى حوالي 350 مليون متر مكعب.

### البازلت
توجد صخور البازلت ضمن الصخور البركانية الثلاثية (مجموعة بركانيات اليمن) على شكل قواطع تخترق صخور القاعدة والصخور الرسوبية التابعة للعصر الجوراسي والطباشيري وعلى شكل طفوح بركانية متبادلة مع صخور التف والإجنمبرايت. كما توجد ضمن الصخور البركانية الرباعية بشكل طفوح ومخاريط بركانية. تتراوح نسبة ثاني أكسيد السيليكون في الصخور البازلتية بين 54.01% إلى 73.65%، وتتميز هذه الصخور بمواصفات فيزيوميكانيكية جيده، وبشكل عام واعتماداً على نسبة الفراغات فيها تعتبر صخور البازلت خفيفة-ثقيلة الوزن ، وذات امتصاص قليل إلى متوسط، ومقاومة ضغط متوسطة- عالية. يصل احتياطي الصخور البازلتية إلى أكثر من 121 مليون متر مكعب.

## المعادن الفلزية المكتشفة

### الذهب
تم الكشف عن وجود أكثر من 50 موقع لتمعدنات الذهب والفضة في الجمهورية اليمنية يتركز أهمها في صخور الأساس من عصر ما قبل الكامبري، حيث يعطي الوضع الجيولوجي الإقليمي للدرع العربي- النوبي فرصة كبيرة لتواجد الذهب في اليمن، وهذا ما أكدته نتائج الدراسات الاستكشافية. كما تم الكشف أيضاً عن وجود عدد من تواجدات الذهب في صخور بركانيات اليمن من العصر الثلاثي. تاريخياً اشتهر السبئيون باستغلالهم لمعدن الذهب حتى قيل أنهم كانوا من أغنى الشعوب في المنطقة لكثرة ما في بلادهم من مناجم للذهب، حيث كانت أبواب قصورهم ومعابدهم وجدرانها وسطوحها مزخرفة بالذهب والعاج والفضة والأحجار الكريمة، وفي ما يلي تمعدنات الذهب في اليمن:- 

#### الذهبفي صخور الأساس
تتواجد تمعدنات هامة للذهب في اليمن في صخور الأساس التي يعود عمرها للعصر البريكامبري ضمن الصخور البركانية والرسوبية المتحولة وكذا الصخور الجرانيتية المتداخلة. توجد تمعدنات الذهب في الصخور البركانية والرسوبية المتحولة ضمن عروق الكوارتز أو نطاقات القص، حيث تكونت هذه العروق من تحرر السوائل أثناء عمليتي التحول والتشوه الإقليمي أثناء الحركات التكتونية مثل منطقة مدن في محافظة حضرموت، ومناطق الحارقة، عاهم، كشر، حرض، بعلان، الحريرة وشرس في محافظة حجه، ومناطق الفيض، وادي مروان، وادي العرض في محافظة صعدة، بالإضافة إلى مناطق صبرين، اللوذ ووادي الكحيل في محافظة الجوف، ونجد الملاجي في محافظة شبوة.
توجد العديد من مواقع الذهب بشكل متناثر (disseminated) وكذلك على هيئة عريقات شبكية (stockwork) في الصخور النارية المتداخلة والمكونة من صخور جرانيتية تشكلت بعد الحركات التكتونية (post-tectonic) مثل مناطق فلحان، وادي عطف ووادي النماصة في محافظة الجوف، وصخور جرانيتية تشكلت أثناء الحرات التكتونية (syn-tectonic) مثل منطقة بحره في محافظة صنعاء. الجدير ذكره أن تمعدنات الذهب في المناطق الشمالية الغربية (صعده وحجه) تتواجد ضمن حزام نبيطة الممتد من وسط المملكة العربية السعودية مروراً بالمناطق الشمالية الغربية من اليمن وحتى الشمال الشرقي من أثيوبيا.

#### الذهبفي الصخور البركانية
نفذت العديد من الدراسات الاستكشافية الحديثة في الصخور البركانية التي يعود عمرها للعصر الثلاثي والمكونة للهضبة الغربية لليمن، وقد أدت تلك الدراسات إلى الحصول على نتائج مشجعه للمسوحات الجيوكيميائية الأولية في مناطق تواجد الفوالق وامتدادها، حيث تتواجد تمعدنات للذهب ضمن توضعات بركانية مصحوبة بانبثاقات صخرية حامضية وفوهات بركانية مثل مناطق شهاره، مناخه وعاثين، وتمعدنات أخرى للذهب ضمن الصخور البركانية المتأثرة بتغيرات حرمائية نتيجة تأثرها بالمياه والأبخرة الحارة مثل مناطق ورقة، عتمه والوازعية. النموذج المتوقع لوجود الذهب في هذه الصخور هو نموذج (epithermal).

#### الذهبفي الصخور الرسوبية
تعد منطقة أخدود رملة السبعتين والمناطق التي تتميز بوجود ظواهر جيولوجية مناسبة تتضمن التدفق الحراري العالي من أهم البيئات المناسبة لمثل هذه التمعدنات، حيث تمثل الانبثاقات الصخرية والأنشطة الصهيرية المصادر الحرارية، في حين تمثل مجموعة التصدعات المرتبطة بأخدود رملة السبعتين وأخدود الضالع قنوات لمرور المحاليل الحرمائية المحملة بالتمعدنات لترسبها في الصخور الرسوبية، وفي ما يلي أهم مناطق تواجد الذهب في الصخور الرسوبية:-

### الزنك الرصاصوالفضة
يوجد في اليمن العديد من مواقع خامات ومؤشرات والزنك والرصاص والفضة، ويرتبط معظمها بالمنخفض التركيبي الكبير والمعروف بمنخفض رملة السبعتين (الجوراسي-الباليوسين) وذلك على هيئة شقوق وجيوب في الصخور الكربوناتية، بالإضافة إلى الكبريتيدات الكتلية ذات الأصل البركاني، وتعتبر منطقة جبل صلب بمحافظة صنعاء من أهم مواقع تمعدنات الزنك والرصاص والفضة في اليمن.
تقع منطقة جبل صلب على بعد حوالي 110 كم شمال شرق العاصمة صنعاء، ويمكن الوصول إلى المنطقة عن طريق خط الإسفلت صنعاء – مأرب لمسافة 92 كم ثم الاتجاه إلى اليمين عبر طريق مشقوقة لمسافة 18 كم إلى الموقع ويبلغ ارتفاع المنطقة عن مستوى سطح البحر حوالي 2000 متر. يوجد تمعدن الزنك والرصاص والفضة ضمن الصخور الرسوبية الجيرية الدولوميتية (مجموعة عمران) وبصوره خاصة في مناطق حواف الأحواض. يعتقد أن راسب الجبلي قد تكون بواسطة مراحل متلازمة تشتمل على خصائص كلا من نموذج وادي المسيسبي ونموذج أحلال الكربونات، ويعتبر التمعدن بصورة عامة من النوع الطبقي وقد تطور جزئيا باتجاه التراكيب الصدعية، وهذه الصدوع مصاحبة لمعظم التمعدنات، وقد نشأ التمعدن تحت ظروف نسبيه في الصخور الدولوميتية المتأكسدة. والمعادن الأساسية هي الاسميثسونيت (كربونات الزنك)، سيرسيت (كربونات الرصاص)، ارجنتايت (فضة حر).
تعتبر منطقة جبل صلب أحد المناجم القديمة، حيث ذكر المؤرخ اليمني الجغرافي أبي الحسن الهمداني في كتابة (الجوهرتين العتيقتين) بان منطقة جبل صلب منطقة تعدين تاريخية كانت تعرف بالرضراض (حالياً جبل صلب) وكانت تعتبر في القرن الثالث الهجري (العاشر الميلادي) أحد المناجم الكبيرة في العالم الإسلامي لإنتاج الفضة، ويعتقد بأن الأعمال الحرفية التعدينية في منطقة جبل صلب تعود إلى 2000 سنة، حيث تم تعدين الفضة من خلال الممرات الأفقية التي تتميز بوجود فجوات مملوءة بالخام المتأكسد الأكثر ليونة وغني بالفضة، ومن ثم سحق الخام يدويًّا في الموقع، ويعتقد أن معالجة الخام كانت تتم باستخدام تقنيات الجاذبية وأن عدد أفران الصهر قد وصل إلى حوالي 400 فرن، وقد قدرت الكمية التي تم استخراجها بحوالي 400,000 طن، ولا تزال آثار المناجم القديمة ومخلفاتها باقية حتى وقتنا الحاضر.
وخلال الفترة 1980م- 1986م أعيد اكتشاف المنطقة على يد فريق يمني بالتعاون مع الشركة الفرنسية (BRGM)، وتم تنفيذ دراسات استكشافية تضمنت إعداد خرائط جيولوجية تفصيلية، مسح جيوكيميائي وجيوفيزيائي، حفر 57 بئر استكشافي بعمق إجمالي 7974 متر، وتنفيذ دراسة معدنية وإجراء تجارب فصل معدني وكذلك دراسة أولية لتقييم اقتصادي للخام، وعلى ضوء تلك الدراسات تم تقدير احتياطي الخام بحوالي 3.8 مليون طن بدرجة 16% زنك، 2% رصاص، 132 جم/طن فضة، وفي الفترة من 1991-1992 م نفذت هيئة المساحة الجيولوجية اليمنية والشركة الكندية (WGM) دراسة ما قبل الجدوى، حيث تم حفر 12 بئر استكشافي بعمق إجمالي 1050 متر لمتابعة امتداد وعمق الخام وتقدير الاحتياطي، وحفر 16 خندق، بالإضافة إلى تنفيذ اختبارات فصل معدني، وعلى ضوء ذلك الدراسات قدر الاحتياطي المحتمل 3.7 مليون طن بدرجة 15.33% زنك ، 1.66% رصاص، 113 جم/طن فضة.
وفي العام 1996 دخلت الشركة الأمريكية (Minorco) في اتفاقية شراكة ائتلافية مع الشركة اليمنية (Ansan) وأبدت اهتمامًا في إمكانية اكتشاف رواسب كبريتيدية بكمية كبيرة أسفل نطاق الأكسدة، وتم حفر حفرتين بإجمالي عمق 281 متر ولم يتم العثور على أي راسب كبريتيدي. وخلال الفترة 1998-2003م نفذت الشركة البريطانية (ZincOx) دراسات استكشافية تضمنت حفر 49 بئر استكشافي بعمق إجمالي 4358 متر، تجارب فصل معدني، إعداد دراسة ما قبل الجدوى. وفي نهاية عام 2004م انتهت الشركة من إعداد دراسة الجدوى الاقتصادية للخام، التي بينت أن احتياطي الخام يقدر بحوالي 12.6 مليون طن بدرجة 8.86% زنك، 1.16% رصاص، 69.3 جم/طن فضة، وتبين أن راسب جبل صلب يحتوي على احتياطي قابل للاستخراج بطريقة الحفرة المكشوفة (منجم مفتوح) يقدر بحوالي 5.9 مليون طن ويحتوي على 11% من الزنك بدرجة حد القطع 5% ومعدل استخلاص يبلغ 1:6 (طن المخلفات مقابل طن الخام). وقد توقعت الدراسة إنتاج 59,000 طن سنويًّا من معدن الزنك في الموقع. وخلال تنفيذ تجارب الاستخلاص والفصل المعدني تبين أن زيادة نسبة الدولوميت والمشاكل المرتبطة بتحرير معدن الزنك قد شكلت تحديًّا كبيرًا.
وخلافًا لمعالجة رواسب كبريتيد الزنك الأكثر شيوعًا والتي تحتوي على الاسفالريت كمعدن رئيسي للزنك، فإن تعويم أكسيدات الزنك يؤدي عادةً إلى استخلاص كميات ضئيلة ودرجات منخفضة التركيز، وقد تم تنفيذ عدة محاولات لفصل زنك جبل صلب بطريقة اقتصادية غير أن المنتج كان يتميز بنسب منخفضة للزنك، وفي العام 2004م تم تحديد أسلوب بديل للمعالجة بالسوائل تم ابتكاره بواسطة الشركة البريطانية (ZincOx)، باستخدام تكنولوجيا الغسيل الكيميائي (LTC) والتي سمحت باستخلاص الزنك بنسبة 80% تقريبًا، وبينت دراسة الجدوى أن المصنع سيعالج 800 ألف طن سنويًّا من الخام بمتوسط درجة 9.7% من الزنك.

### النحاس والنيكل والبلاتين
تنتشر تمعدنات النحاس، والنيكل والكوبلت والبلاتين في اليمن ضمن صخور الأساس التابعة لعصر ما قبل الكامبري، وعلى الرغم من أن الاستكشافات المعدنية في اليمن كانت محدودة على أعمال استطلاعية واسعة واقتصرت على صخور ما قبل الكامبري (صخور متحولة وصخور متداخلة) فقد بينت نتائج هذه الدراسات إلى وجود عدد من أقواس الجزر المكونة من أحزمة صخور الرواسب البركانية التي تحتوي على ظواهر تشير إلى وجود بيئات مناسبة لاستضافة معادن النحاس والنيكل والكوبلت، كما تم اكتشاف مناجم قديمة فيها تعود إلى حوالي 300 سنة، حيث كان يتم استخراج النحاس بصفة رئيسية من عروق الكوارتز في المناطق التي يتواجد فيها النحاس والتي من أهمها منطقتي المعدن والفضحة، وتعتبر منطقة سوار بمحافظة عمران منأهم مواقع النحاس والنيكل والبلاتين في اليمن.
تقع منطقة سوار على بعد حوالي 80 كم شمال غرب العاصمة صنعاء. حيث يوجد تمعدن للنحاس والنيكل والكوبالت والبلاتين ضمن صخور القاعدة (صخور قاعدية وفوق قاعدية)، وقد تم اكتشاف هذا التمعدن حديثاً في العام 1998م بواسطة شركة كنديان ماونتين الكندية (كانتكس حالياً)، حيث نفذت الشركة دراسات استكشافيه غطت مساحة حوالي 100 كيلومتر مربع، وذلك خلال الفترة من 1998- 2008م تضمنت مسوحات جيولوجية تفصيلية، جيوكيميائية شبه تفصيلية، جيوفيزيائية شبه تفصيلية، وتحليل جيوكيميائي لعدد كبير من العينات السطحية وتحت السطحية، بالإضافة إلى حفر 56 بئر استكشافية بعمق إجمالي 8433 متر حتى نهاية العام 2009م، تركزت في الجزء الرئيسي من التمعدن في هضبة سوار وكذا الجزء الشمالي والجنوبي من التمعدن الواقع ضمن نطاق يمتد بطول 2.7 كيلومتر، وذلك للتأكد من امتدادات التمعدن واستكمال تحصيل البيانات اللازمة لإعداد دراسة ما قبل الجدوى الاقتصادية.
أظهرت تلك الأعمال نتائج مشجعه، حيث تراوحت النسب من 0.46-0.89% للنحاس، و 0.86-1.40% للنيكل، بالإضافة إلى نسب جيدة من الكوبالت والبلاديوم والبلاتين، وبينت أعمال الحفر الاستكشافي المنفذة في العام 2008-2009م أن نطاق التمعدن يحتوي على نسب كبريتيدات تتراوح بين 1-5% بسمك يتراوح بين 0.12-5.2 متر، ووصلت أعلى نسبة للكبريتيدات إلى حوالي 10-60% وبسمك يتراوح بين 2-8 متر.

#### العناصر الأرضية النادرة
تتواجد تمعدنات هامة للعناصر الأرضية النادرة في الجمهورية اليمنية في صخور الكربونتايت والبجمتايت ضمن صخور الأساس (ما قبل الكامبري) مثل منطقة لودر (البيضاء)، نصاب، مربون (شبوة)، صبب-برهه (أبين) وفي المتداخلات الجرانيتية (العصر الثلاثي) مثل منطقة ملحان (المحويت)، وتعتبر منطقة لودر بمحافظة البيضاء من أهم تمعدنات العناصر النادرة في اليمن.
تقع تمعدنات العناصر الأرضية النادرة قرب مدينه لودر (البيضاء) على بعد 160 كم شمال شرق مدينه عدن. تتواجد العناصر الأرضية النادرة مع معدن المونازايت في صخور الكربوناتيت ضمن صخور متحولة تتبع العصر البروتيروزويك المتأخر مثل الأمفيبوليت، النايس والميجمتايت، وتعتبر عناصر التنتاليوم، النيوبيوم اليتريوم، واليورانيوم من أهم العناصر الأرضية النادرة المكتشفة في المنطقة. تم تنفيذ دراسات جيولوجية، جيوكيميائية، وجيوفيزيائية وأعمال حفر بينت أن متوسط سمك أجسام الكربونتايت يصل إلى 3 متر، في حين يتراوح طولها من 50- 60 متر، وتنكشف على مساحة تقدر بحوالي 2 كيلومتر مربع (Veselov, 1990). تم تقدير الاحتياطي الممكن لعمق 100 متر بحوالي 5.1 مليون طن بمحتوى 4% مونازايت (Strojexport, 1988). تم تقدير الاحتياطي الجيولوجي لعمق 350 متر بحوالي 27.7 ألف طن بدرجة تركيز 3.8% (Tr2O3) و 14.5% (Be) (Abeulov, et al., 1981)، بالإضافة إلى حوالي 100- 120 ألف طن من Tr2O3، و 10 ألف طن من Nb2O5 ، و 100-250 ألف طن من Ba.

### الحديد والتيتانيوم
تم تعدين الحديد في منطقة صعدة خلال العصور القديمة، وبشكل عام توجد رواسب الحديد في اليمن ضمن صخور بركانية متوسطة التركيب ومن أصل بحري بتراكيز متفاوتة، متداخلة مع صخور الرخام، كما توجد مصاحبة لمتداخلات صخور الديورايت دقيقة الحبيبات على هيئة عدسات، بالإضافة لتواجد رواسب الحديد ضمن صخور المتداخلات القاعدية وفوق القاعدية.

#### الحديد
توجد رواسب الحديد في اليمن ضمن صخور بركانية متوسطة التركيب بنسب متفاوتة، متداخلة مع صخور الرخام، كما توجد مصاحبة لمتداخلات صخور الديوريت دقيقة الحبيبات على هيئة عدسات، مما يعني أن ترسبات الحديد تكونت في بيئة مؤكسدة نتيجة لعمليات التفاضل التحويلي للصخور الرسوبية والبركانية والصخور الرسوبية المتحولة. ويتواجد خام الحديد في اليمن في عدد من المواقع ضمن أربعة نطاقات أساسية هي البيضاء، صعدة ومأرب، وتعتبر منطقة الثنية ب محافظة مأرب من أهم مواقغ الحديد في اليمن.
توجد تمعدنات الحديد في منطقة الثنية الواقعة إلى الشمال الشرقي من مدينة مأرب، حيث تقع على بعد حوالي 150 كم شمال شرق مدينة مأرب، ويبعد الموقع عن الخط الإسفلتي مأرب – شبوة بحوالي 30 كم. يوجد تمعدن للحديد (الماجنيتيت والمارتيت) على هيئة جسم يمتد باتجاه شمال شرق – جنوب غرب ضمن صخور الشيست الأخضر التي تنتشر في معظم المنطقة ويتغطى معظمها بالكثبان الرملية، يمتد هذا الجسم لمسافة 188 متر تقريباً ويتأثر بالعديد من الصدوع ويميل باتجاه الغرب. بين المسح المغناطيسي الحقلي الذي تم تنفيذه بواسطة هيئة المساحة الجيولوجية اليمنية أن الجسم يمتد إلى حوالي 2.2 كم متأثراً بصدوع ذات اتجاهات شمال غرب-جنوب شرق، وبعرض يصل إلى 600 متر باتجاه الجنوب الغربي، كما تبين وجود عدد من الصدوع السلمية التي سببت إزاحات جانبية للجسم نحو الجنوب الشرقي وكذلك الشمال الغربي. تم حفر بئر استكشافية بإجمالي عمق 105 متر، تبين من خلالها وجود العديد من طبقات الماجنيتيت/المارتيت حيث وصل أعلى سمك لها حوالي 4.3 متر عند عمق 19.7 متر. وأظهرت نتائج التحاليل نسب مشجعة للحديد وصلت أعلاها إلى 96.20% في العينات السطحية، و 90.90% في عينات لباب الحفر (تحت سطحية).

#### الحديد - التيتانيوم
توجد تمعدنات الحديد والتيتانيوم ضمن متداخلات صخور الديورايت دقيقة الحبيبات على هيئة عدسات، بالإضافة لتواجد رواسب الحديد ضمن صخور المتداخلات القاعدية وفوق القاعدية، وتعتبر منطقة مكيراس بمحافظة البيضاء من أهم مواقغ الحديد في اليمن.
تقع منطقة مكيراس (البيضاء) على بعد 20 كم، جنوب شرق مدينة البيضاء، قرب مدينة لودر، توجد خامات مبعثرة (disseminated) من الأبتايت – الإلمنيت – تيتانوماجنتيت فناديوم مصاحبة لصخور الجابرو المتداخل في صخور الأساس (ما قبل الكامبري). نفذت في هذه المنطقة دراسات جيولوجية، جيوكيميائية، خنادق استكشافية، وحفر 18 بئر استكشافية بعمق إجمالي 3400 متر، مسح جيولوجي، دراسات معدنية وصخرية وأعمال حفر. قدر الاحتياطي لهذه التمعدنات بحوالي 860 مليون طن موزع كالتالي: 130 مليون طن خام الحديد، 46 مليون طن أكسيد تيتانيوم، 27 مليون طن فوسفات، 0.15 مليون طن من أكسيد الفناديوم، بمحتوى معدني 15.5 % حديد، 5.3 % أكسيد تيتانيوم، 3.14 % P2O5، 0.02 % V2O5.

### العناصر المشعة
تم تحديد تواجد لليورانيوم في منطقة أحور (أبين) ضمن صخور الحجر الرملي الطباشيري على هيئة عدسات من الحجر الرملي الحديدي يبلغ عددها 6 عدسات بمتوسط سمك 1.43م، وطول يتراوح بين 150- 800 م، وقد بينت نتائج الدراسات أن نسبة اليورانيوم تتراوح بين 0.042 إلى 0.343%. كما تم تحديد مؤشرات لليورانيوم والثوريوم في الكونجلوميرات الحديدية ضمن حجر رملي وجيد في مناطق وادي مروان، وادي النشور، ووادي عكوان بمحافظة صعدة، حيث تراوحت القياسات الإشعاعية بين 100 cps إلى 1,600 cps في الكونجلوميرات، وتراوحت نسبة اليورانيوم فيها بين 0.076-0.1%، بالإضافة إلى تحديد مؤشرات مشجعة لليورانيوم والثوريوم ضمن صخور البجمتايت في منطقة جبن (الضالع)، حيث أظهرت نتائج التحاليل الكيميائية نسب تصل إلى 1300 «جزء في المليون» يورانيوم، 1800 «جزء في المليون» ثوريوم. توجد مؤشرات جيدة لليورانيوم والثوريوم ضمن صخور البجمتايت في منطقة الشويفه - حيفان (تعز)، حيث أظهرت نتائج التحاليل الكيميائية نسب تصل إلى 2700 «جزء في المليون» يورانيوم، 16000 «جزء في المليون» ثوريوم، ومؤشرات جيدة للثوريوم وصلت نسبته إلى 2730 «جزء في المليون».

### القصديروالتنجستن
تتواجد تمعدنات القصدير والتنجستن في اليمن في صخور الجرانيت اللاحقة للحركات التكتونية ضمن صخور الأساس (ما قبل الكامبري) في جبل قهلله بمحافظة صعدة، حيث تتراوح نسبة التنجستن إلى 400 إلى 1035 جم/طن، مع 690 «جزء في المليون» قصدير، وكذلك 1100 «جزء في المليون» نوبيوم، و 600 «جزء في المليون» تنتليوم. كما توجد تمعدنات القصدير والتنجسن أيضاً ضمن صخور الجرانيتالثلاثي في منطقة جبل السعدي- نهم بمحافظة صنعاء، حيث تصل نسبة التنجستن إلى 268 جم/طن، والقصدير إلى 694 «جزء في المليون» قصدير.

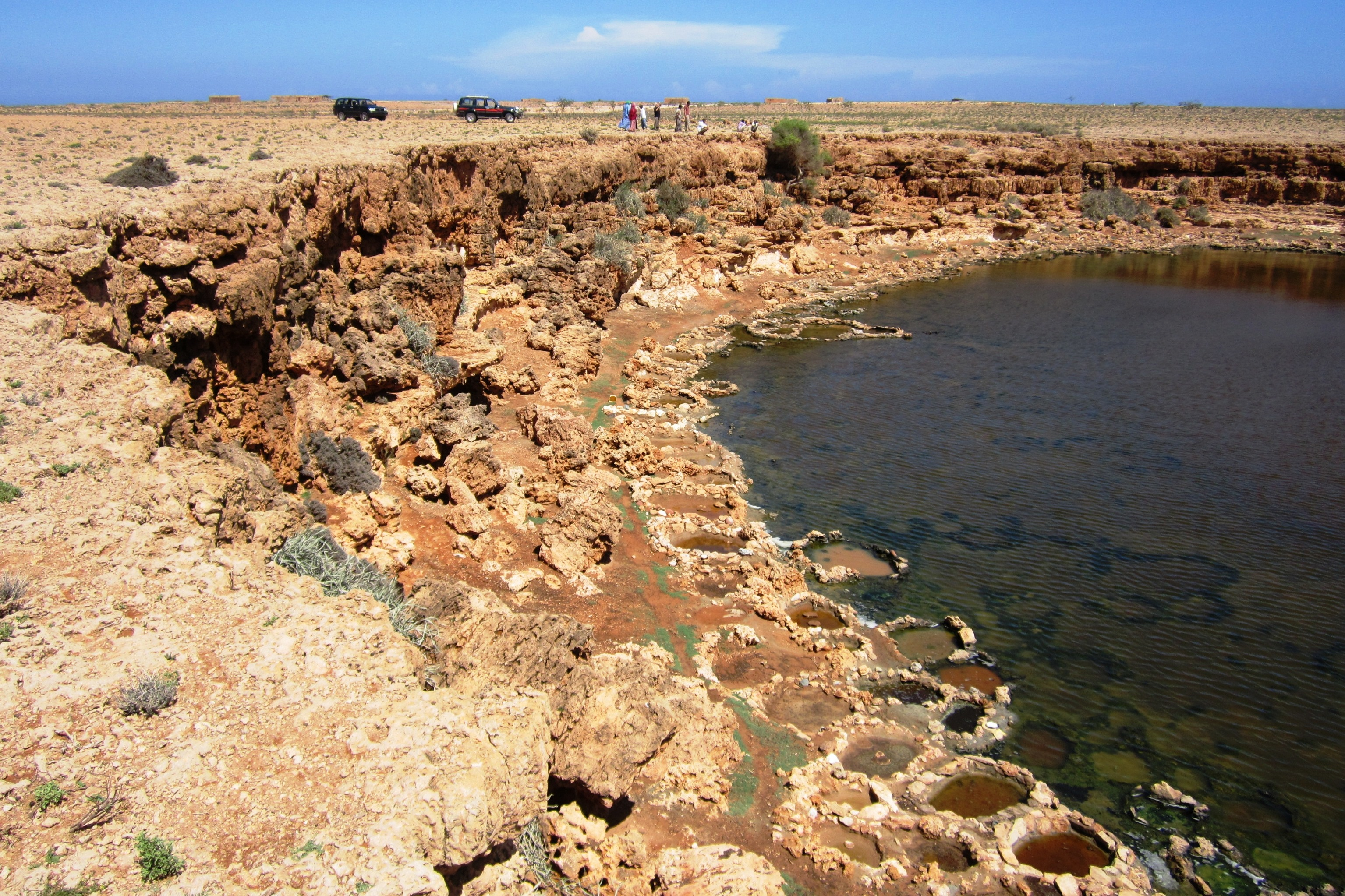
حفر الملح في سقطرى، اليمن

## الإنتاج
يوجد في محافظتي صنعاء وذمار 819 موقع تعدين نشط، اعتبارًا من 2013، أنتجت 2 مليون طن من مواد البناء و1000 طن من بعض المعادن الصناعية. في قطاع الوقود الأحفوري، من بين 105 منطقة امتياز تم منحها، تم استغلال 13 منطقة اعتبارًا من 2013. شكلت صادرات البترول 25٪ من نمو الناتج المحلي الإجمالي، ووفرت إيرادات بقيمة 70٪ للحكومة في عام 2011. تم إنتاج الحجر والجبس والمنتجات البترولية المكررة والملح خلال عام 2013. أيضًا، في عام 2013، بلغ إنتاج الغاز الطبيعي، الذي تم تصديره غالبًا على شكل غاز طبيعي مسال، 10.3 مليار متر مكعب.

## الإطار القانوني
كان الإطار القانوني السابق لقطاع التعدين يتألف أساسًا من قانون المناجم والمحاجر (رقم 24 لعام 2002)، واللائحة التنفيذية (قرار رئيس الوزراء رقم 101 لعام 2007) واللوائح المالية (قرار رئيس الوزراء رقم 101 لعام 2007)، والتي تم تعزيزها بقوانين جديدة.
يتم تعريف عمليات التنقيب عن المعادن وإنتاجها الآن بموجب قانون المناجم والمحاجر رقم 22 لعام 2010 بموجب المادة 8 من الدستور اليمني. حصل هذا القانون، الذي أقرته الحكومة في البداية في عام 2010، على موافقة البرلمان في 16 كانون الأول / ديسمبر 2011. ينص القانون على اللوائح المتعلقة بعمليات التنقيب والاستكشاف والتعدين بما في ذلك التعدين الحرفي. تشمل الأحكام الواردة في القانون معدلات الإتاوة وضريبة الدخل والقيود المفروضة على تصاريح التنقيب وتصاريح المحاجر. وزارة النفط والمعادن، من خلال هيئة المسح الجيولوجي والموارد المعدنية اليمنية (YGSMRB)، هي المسؤولة عن إنتاج المعادن.